# Eric Stefani
Eric Matthew Stefani (17 juni 1967) is een Amerikaanse muzikant, componist, schrijver en animator, vooral bekend als de oprichter en voormalig lid van de band No Doubt. Hij is de oudere broer van voormalig bandlid Gwen Stefani, en is ook een voormalig animator van de televisieseries The Simpsons en van de Ren & Stimpy Show.
- MusicBrainz: 293caa60-e30c-43ad-a0d5-82289c4056c0
- Virtual International Authority File: 689154381057730292380